# دارين ماكغريغور
دارين ماكغريغور (بالإنجليزية: Darren McGregor) (7 أغسطس 1985 بإدنبرة في المملكة المتحدة - ) هو لاعب كرة قدم بريطاني في مركز الدفاع. لعب مع نادي رينجرز ونادي سانت ميرين ونادي هيبرنيان وArniston Rangers F.C. ‏ ونادي كاودينبيث لكرة القدم.

## وصلات خارجية
- دارين ماكغريغور على موقع الاتحاد الأوربي (الإنجليزية)
- دارين ماكغريغور على موقع قاعدة بيانات كرة القدم.إي يو (الإنجليزية)
- دارين ماكغريغور على موقع Soccerbase.com (لاعب) (الإنجليزية)
- دارين ماكغريغور على موقع Soccerway.com (الإنجليزية)
- دارين ماكغريغور على موقع عالم كرة القدم.نت (الإنجليزية)